# Beethovnova ulica
Beethovnova ulica (deutsch: Beethovengasse) ist der Name einer Straße im Stadtbezirk Center von Ljubljana, der Hauptstadt Sloweniens. Sie ist benannt nach dem Komponisten Ludwig van Beethoven (1770 bis 1827). Beethoven wurde 1819 zum Ehrenmitglied der Laibacher Philharmonischen Gesellschaft gewählt.

## Geschichte
Die Straße wurde 1876 unter dem heutigen Namen neu angelegt und seither nicht umbenannt.

## Lage
Die Straße beginnt an der Šubičeva ulica gegenüber dem Platz der Republik und verläuft nach Norden bis zur Štefanova ulica.

## Abzweigende Straßen
Die Beethovnova ulica berührt folgende Straßen (von Süden nach Norden): Tomšičeva ulica, Cankarjeva cesta.

## Bauwerke und Einrichtungen
Die wichtigsten Bauwerke und Einrichtungen entlang der Straße sind:
- Gebäude der slowenischen Nationalversammlung (Parlamentsgebäude)
- Slowenisches Verfassungsgericht